# Internationale Code inzake brandveiligheidssystemen
De Internationale Code inzake brandveiligheidssystemen (International Code for Fire Safety Systems, FSS-code) is de SOLAS-standaard op het gebied van brandbeveiliging. Met resolutie MSC.98(73) werd op 5 december 2000 bepaald dat de code op 1 juli 2002 van kracht zou worden. Met de code worden bepalingen uit SOLAS hoofdstuk II-2 nader gespecificeerd.